# Maroilles (fromage)
Pour les articles homonymes, voir Marolles et Maroilles.
Le maroilles ou marolles, prononcé [maʁwal]/[maʁɔl], est une appellation d'origine désignant un fromage dont la production et la transformation s'effectuent dans la Thiérache française (départements du Nord et de l'Aisne). Ce fromage au lait de vache doit son nom au bourg de Maroilles où existait une importante abbaye dans la communauté, qui achetait les fromages aux agriculteurs producteurs fermiers pour les revendre après affinage.
Sa meilleure période de consommation s'étend de juillet à mars.
Cette appellation est enregistrée comme AOC (décret du 17 juillet 1955), 24 mai 1976. Il est actuellement régi par le décret du 29 décembre 1986 (JO du 1er janvier 1987) et d'une AOP depuis 1996.

## Histoire

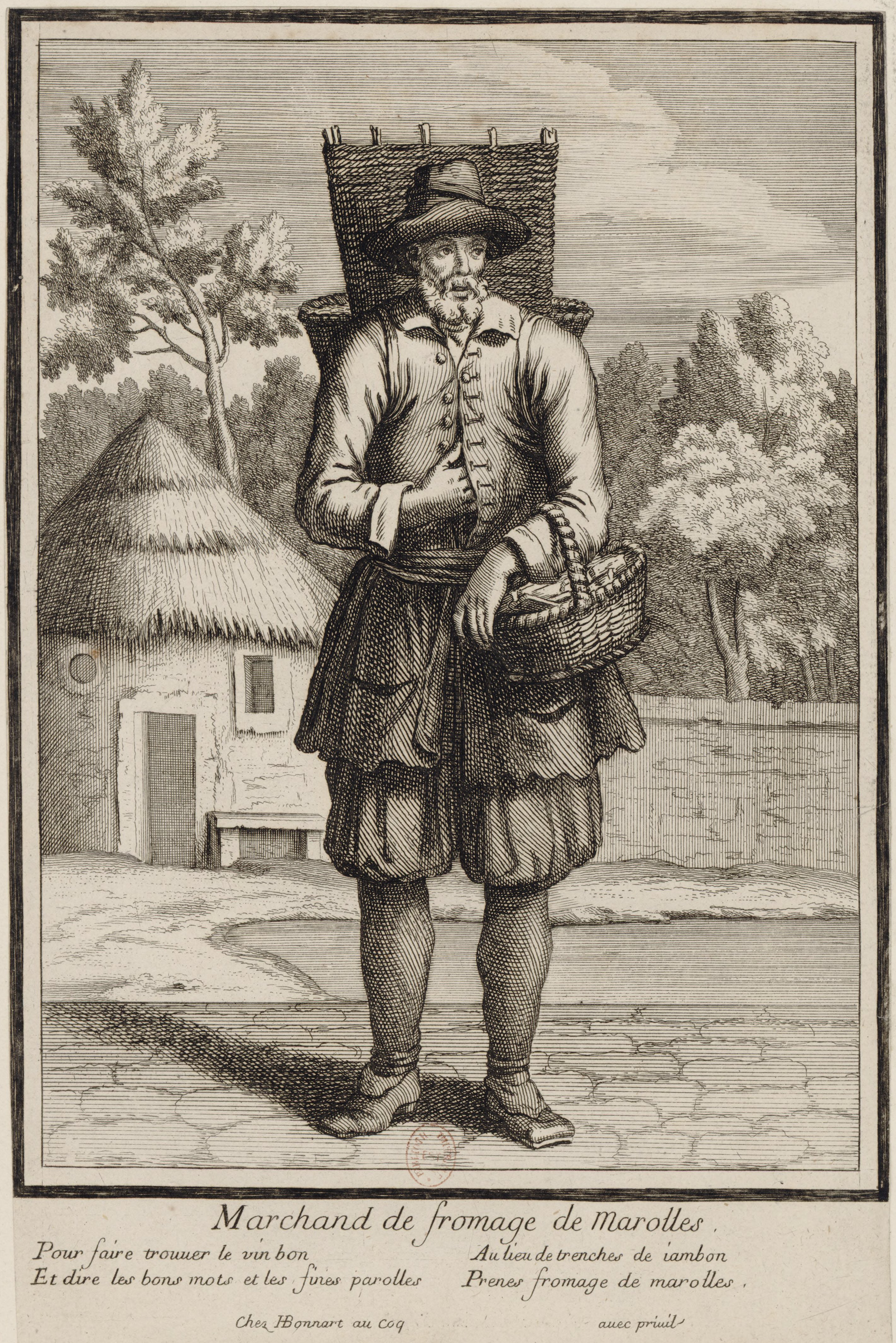
Un vendeur de maroilles au XVIIe siècle.

En 960, sur demande d'Enguerrand, l'évêque de Cambrai, le fromage fut affiné plus longuement, et prit bientôt le nom de « maroilles ».
Ce fromage a longtemps été exclusivement une production/transformation fermière et était un des produits dus par les paysans au titre de la dîme.
La vache productrice de lait usuellement exploitée pour ce fromage se nommait « maroillaise », était issue de la race Picarde et la rouge flamande. La maroillaise était particulièrement adaptée au pays herbager qu'est la Thiérache et donnait au lait une grande valeur fromagère grâce à son taux protéique et son taux de matière grasse. Elle a disparu entre les deux guerres et a été dans un premier temps remplacée par la rouge flamande, puis par des croisements entre cette dernière et des races danoises.
Après la sortie du film Bienvenue chez les Ch'tis, les ventes de maroilles ont augmenté de 25 % entre 2008 et 2010.
En revanche lors du premier confinement de 2020 en France, elles ont chuté de 70 %.
En 2025, ce fromage reçoit la « médaille d'or », en particulier celui produit par la fromagerie Lesire et Roger, située à Mondrepuis.

## Méthode d'obtention du maroilles
En 2013, seulement onze agriculteurs producteurs fermiers maîtrisent le processus d'obtention du maroilles originel, c'est-à-dire sous sa forme fermière. Ils assurent donc la production du lait et sa transformation à la ferme en fromage au lait cru.

### Production du lait
Outre la production/transformation fermière minoritaire, le volume de production laitière dévolu au maroilles industriel est assuré par 339 agriculteurs qui vendent leurs laits crus réfrigérés à trois transformateurs industriels.

### Transformation en fromages
En 2013, le volume de transformation en fromage se partage donc entre onze producteurs-transformateurs fermiers (265 tonnes) et trois transformateurs industriels (3 867 tonnes) . La filière de transformation en fromage ne compte pas d'artisan.
Le maroilles est transformé à partir de lait cru ou pasteurisé. Après un temps d'attente à la suite de l'emprésurage, le fromage est démoulé et aussitôt salé, puis placé dans un hâloir où il se couvre d'une légère moisissure bleue. Il est ensuite débleui par brossages puis mis dans des caves aux caractéristiques naturelles.
Le maroilles a une odeur caractéristique et une saveur corsée. Sa masse moyenne est de 700 grammes, avec un affinage optimal de cinq à sept semaines.

### Consommation
Sa période de consommation optimale s'étale de mai à août après un affinage de huit à dix semaines mais il est aussi excellent de mars à décembre. Lors de l'affinage, il se colore d'une robe orangée, plus ou moins foncée, lisse et brillante due à la bactérie Brevibacterium Linens ou "ferment du rouge" . Il peut se consommer cuit en tarte au maroilles ou en goyère (tarte salée à servir en entrée chaude) ou participer à la fin du repas sur un plateau de fromages. Le maroilles entre également dans la composition de sauces accompagnant traditionnellement un filet mignon ou du lapin rôti.
L'accord usuel associe le maroilles à la bière : bières d'abbaye, bières de fermentation haute telles que la 3 Monts ou autres bières blondes locales comme l'Angelus ou la Choulette.
Pour Pierre Casamayor, le maroilles peut se marier avec un vin de Champagne, mais le vin y perdra en finesse. Une eau de vie affinée (marc de Bourgogne ou de Champagne) ou un vin blanc très aromatique (gewurztraminer vendange tardive par exemple) peuvent aussi faire l'affaire. En revanche, les vins rouges légers sont cassés par les arômes forts du fromage. Un vin plus structuré peut aussi en pâtir, prenant un goût métallique.
Le maroilles contient environ 9 mg de zinc pour 100 grammes, ce qui en fait une des meilleures sources de zinc parmi les fromages.

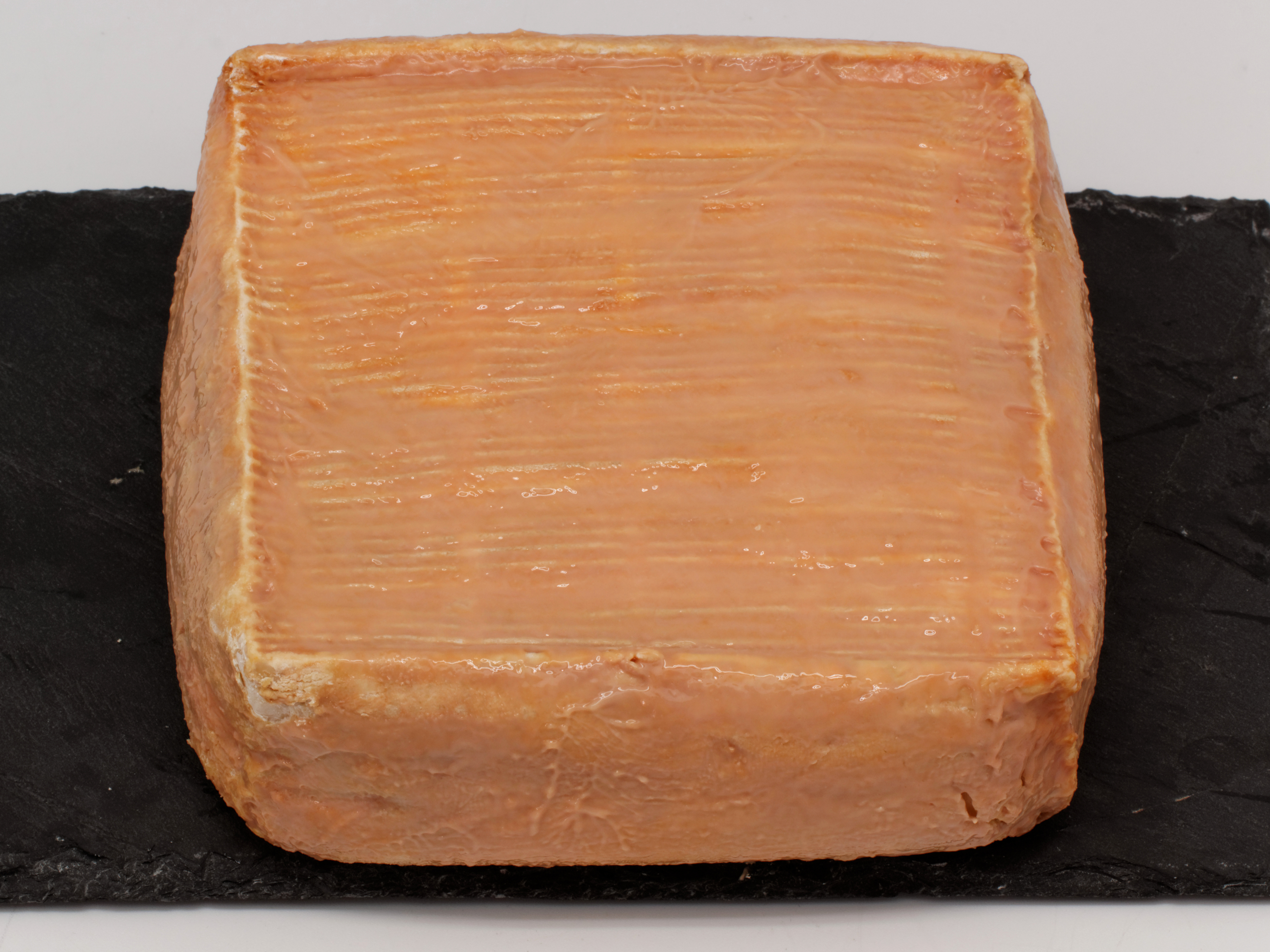
Un maroilles.
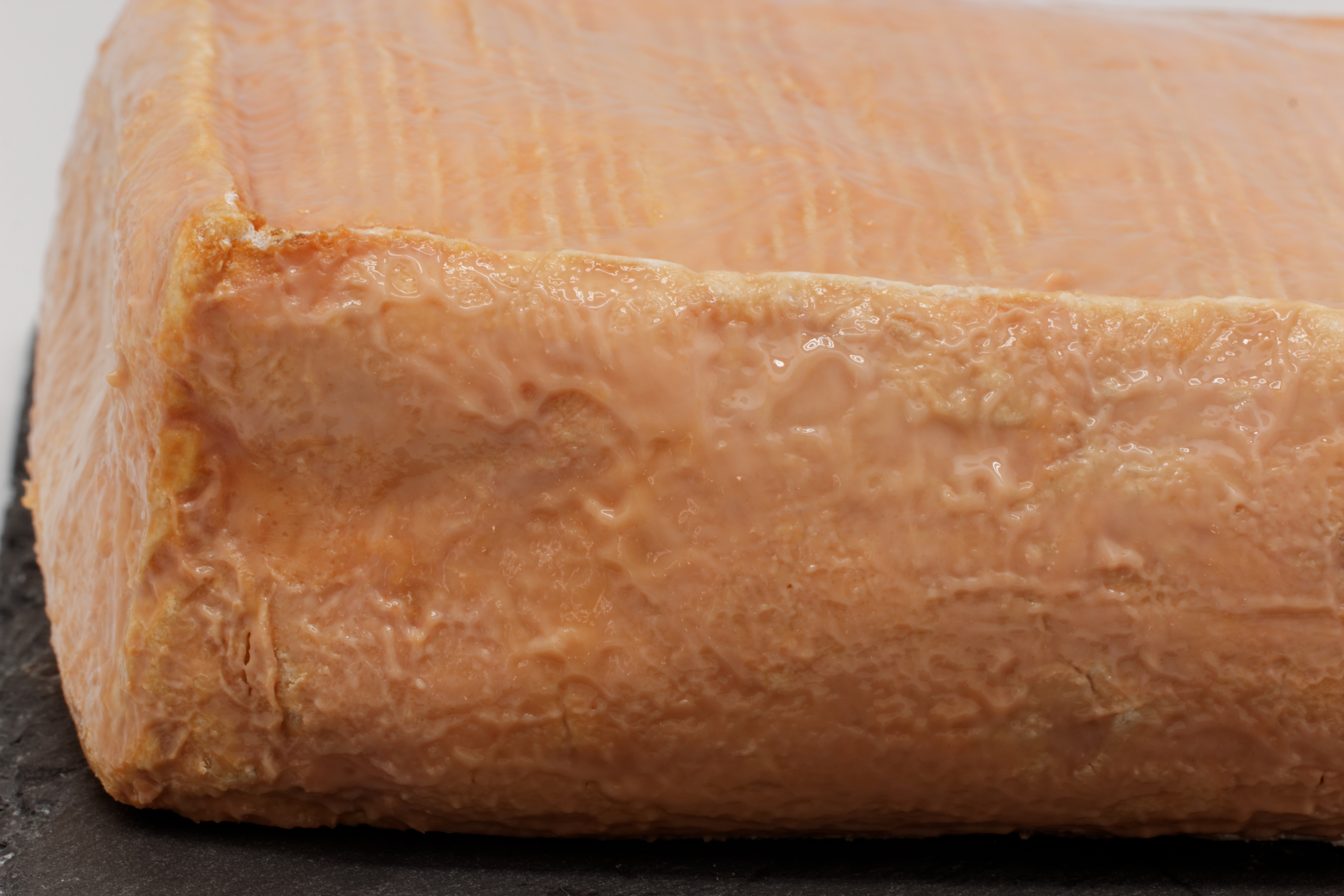
Détail de la croûte.
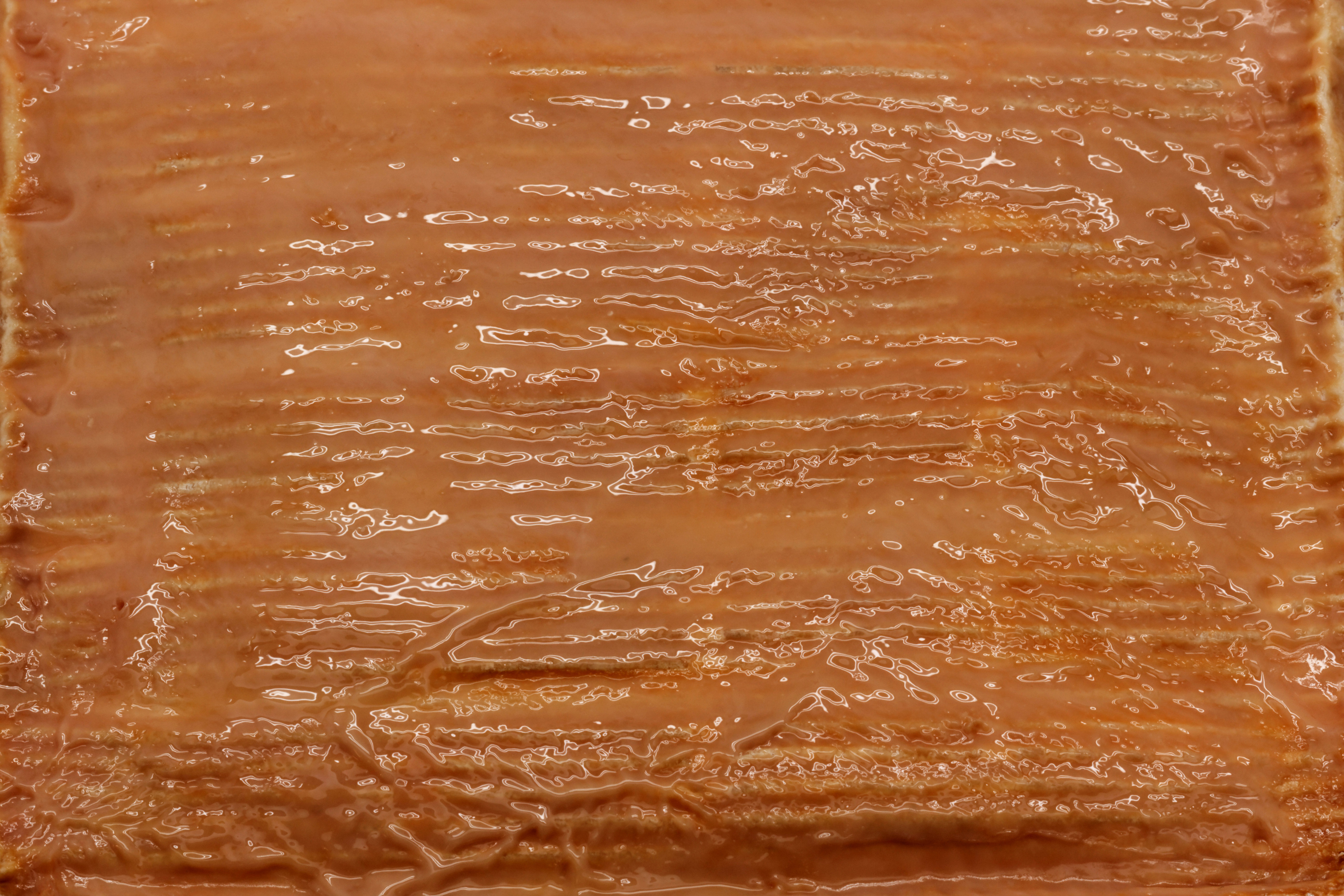
Détail de la croûte.
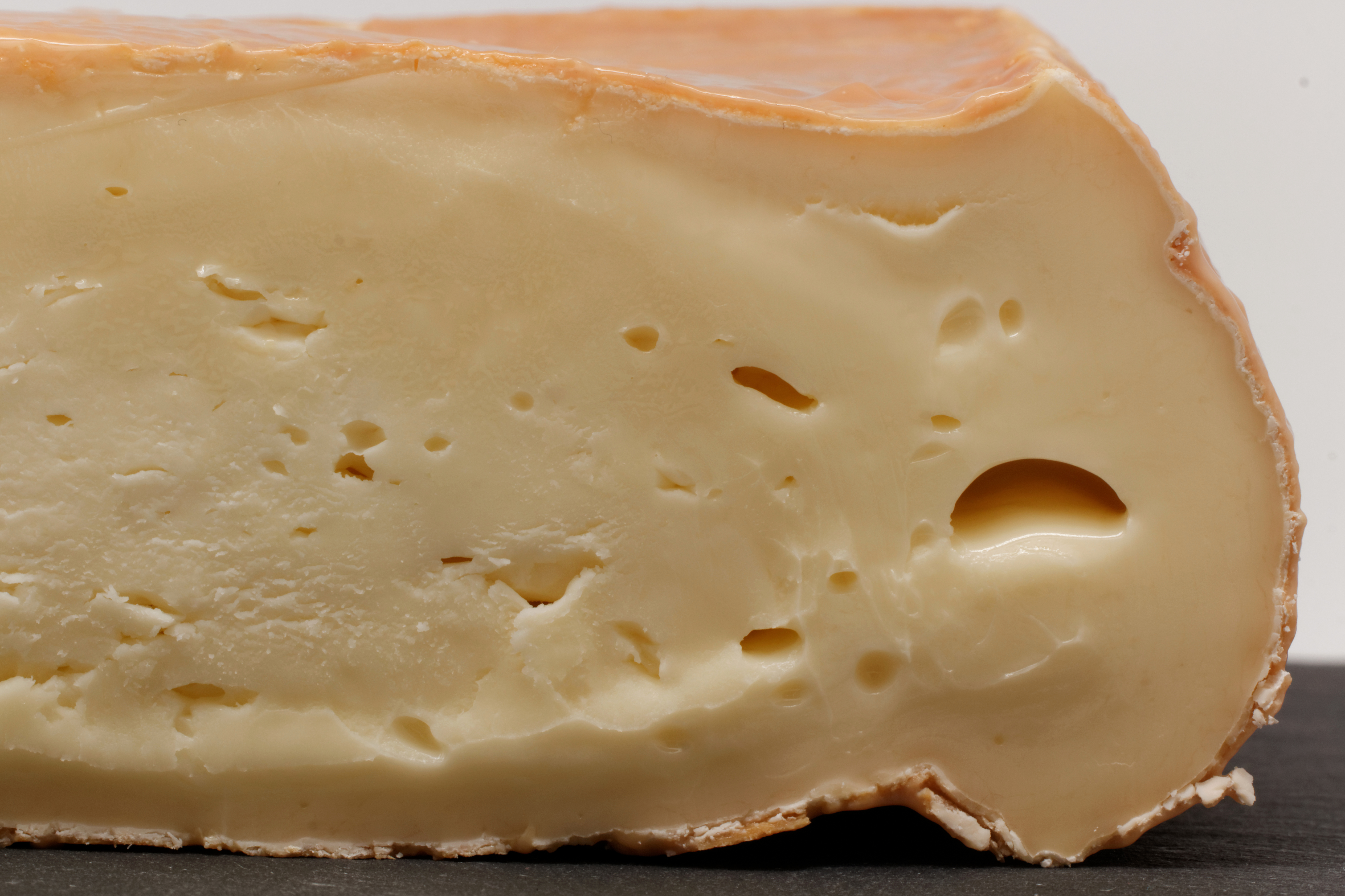
Détail de la tranche.

## Variantes et fromages dérivés du maroilles
Le maroilles connaît plusieurs variantes différant par la forme ou la taille du fromage comme le dauphin, le mignon ou le sorbais .

### Le vieux-lille
Le vieux-lille est une pâte de maroilles, fabriquée en Avesnois (et non à Lille), salé deux fois, dont l'affinage est prolongé plusieurs mois par des lavages répétés à l'eau salée. Au bout de 5 à 6 mois, sa pâte finit par devenir grisâtre et collante. Il se conserve de fait plus longtemps que le maroilles. Sans croûte, de couleur grisâtre à odeur légèrement ammoniacale, son goût est plus prononcé, plus salé et un peu piquant. À l'origine, il était fabriqué pour l'hiver, période de l'année où on ne trouvait ni lait ni fromage.
En 1960, Nikita Khrouchtchev, alors chef d’État de l’URSS de passage à Lille, apprécia tellement ce fromage qu’il s’en fit livrer au Kremlin.
Il bénéficie du label régional Nord-Pas-de-Calais par arrêté du 5 novembre 1986.
Le vieux-lille possède de nombreux synonymes: « gris de Lille, puant de Lille » et autrefois « maroilles gris ».

### La boulette d'Avesnes

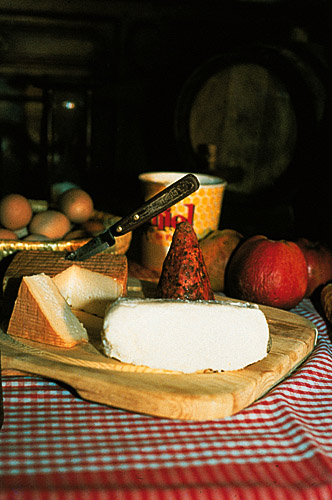
Maroilles (à gauche) et boulette d'Avesnes (forme conique).

La boulette d'Avesnes est fabriquée à partir de maroilles blanc frais, enrichi de persil, d'estragon et de clous de girofle. De forme conique, elle est façonnée à la main, puis recouverte de paprika ou de roucou, ce qui lui confère sa couleur rouge brun et son goût un peu relevé et âcre.

### Le fort de Béthune
Le fort de Béthune, ou puant macéré, est composé de restants de fromages malaxés avec du vin blanc, parfois du genièvre, de l'eau-de-vie, du cumin et du beurre.
Consommé après quelques jours ou semaines de fermentation, c'est un fromage de couleur grisâtre qui servait de casse-croûte aux mineurs au XIXe siècle et au début du XXe siècle,.

### Formats
Le maroilles, de forme carrée, se décline en quatre tailles,, :
- Maroilles ou « Gros » : (4/4) 12,5 à 13 cm de côté et 6 cm d'épaisseur, poids d'environ 720 g. Son affinage dure 5 semaines.

- Sorbais : (3/4) 12 à 12,5 cm de côté et d'environ 4 cm d'épaisseur, poids d'environ 540 g. Son affinage dure 4 semaines[23]. Son nom dérive de la commune de Sorbais

- Mignon : (1/2) 11 à 11,5 cm de côté et 3 cm d'épaisseur, poids d'environ 360 g. L'affinage dure 3 semaines[24].

- Quart : (1/4) 8 à 8,5 cm de côté et 3 cm d'épaisseur, poids d'environ 180 g.Son affinage dure 2 semaines.

## Le maroilles au cinéma
Le maroilles eut son heure de gloire grâce à la scène du petit-déjeuner du film Bienvenue chez les Ch'tis. Le film expose ainsi la pratique habituelle qu'auraient les habitants de la région du Nord-Pas-de-Calais de tremper du maroilles dans leur café. À la sortie du film, les ventes du fromage connaissent une augmentation.